# Priscilla Kincaid-Smith
Priscilla Sheath Kincaid-Smith, Mrs. Fairley, AC, CBE (30 tháng 11 năm 1926 - 18 tháng 7 năm 2015), là một bác sĩ và nhà nghiên cứu Nam Phi có trụ sở tại Úc, chuyên về thận học. Bà từng là chủ tịch Học viện Hoàng gia các Nhà lâm sàng Australasian (1986-1988;Uỷ viên nữ đầu tiên năm 1976), Hiệp hội Y học Thế giới và Hiệp hội Quốc tế về Thận học  (1972-75).

## Lý lịch
Kincaid-Smith sinh tại Johannesburg năm 1926 và nghiên cứu khoa học - y tế tại Đại học Witwatersrand. Bà nhận bằng Cử nhân (Hons) vào năm 1946 và BMBS (Cử nhân Y khoa, Cử nhân Phẫu thuật) vào năm 1950. Bà được phong DSc bởi Đại học Witwatersrand vào năm 1979. Từ năm 1951–53, bà làm việc tại Bệnh viện Baragwanath ở Johannesburg. Bà qua đời vào ngày 18 tháng 7 năm 2015 ở tuổi 88.

## Sự nghiệp
- Giám đốc Thận học, Bệnh viện Hoàng gia Melbourne (1967-91)
- Giáo sư Y khoa, Đại học Melbourne (1975-91)
- Bác sĩ Thận học, Bệnh viện Phụ nữ Hoàng gia, Melbourne (1976-91)

## Nghiên cứu
Vào đầu những năm 1960, Kincaid-Smith đã chứng minh được mối liên quan giữa một loại thuốc bột trị đau đầu - Goody Headache Powders có chứa phenacetin (được bán dưới dạng Bex và APC của Vincent ở Úc) với bệnh ung thư thận, và vận động mọi người tránh sử dụng loại thuốc đó. Bà cũng góp phần nghiên cứu mối liên quan giữa cao huyết áp và rối loạn chức năng thận.